# Brug 451
Brug 451 is een vaste brug met een lengte van ongeveer 10 meter in het Amsterdamse Vondelpark.
Het Vondelpark kent een verscheidenheid aan bruggen, van de grote en brede brug 454 (Willemsbrug) tot de sierlijke brug 450 van gietijzer. Verreweg de eenvoudigste brug is brug 451. Het is een voetbrug die alleen maar dient tot aan- en afvoer van de gebruikers van de muziekkoepel in het Vondelpark, maar die koepel is dan wel weer een rijksmonument. Brug 451 bestaat uit stalen liggers met daarop planken, afgeschermd door eenvoudige balustrades. Aan de walkant is ze afsluitbaar middels een ijzeren hekwerk.
Dit is echter een 'nieuwe' versie van de brug. Bij de ingebruikname van de muziektent lag er een brug die paste bij de stijl van de muziektent zelf en dus wellicht afkomstig is van de architect Louis Paul Zocher.

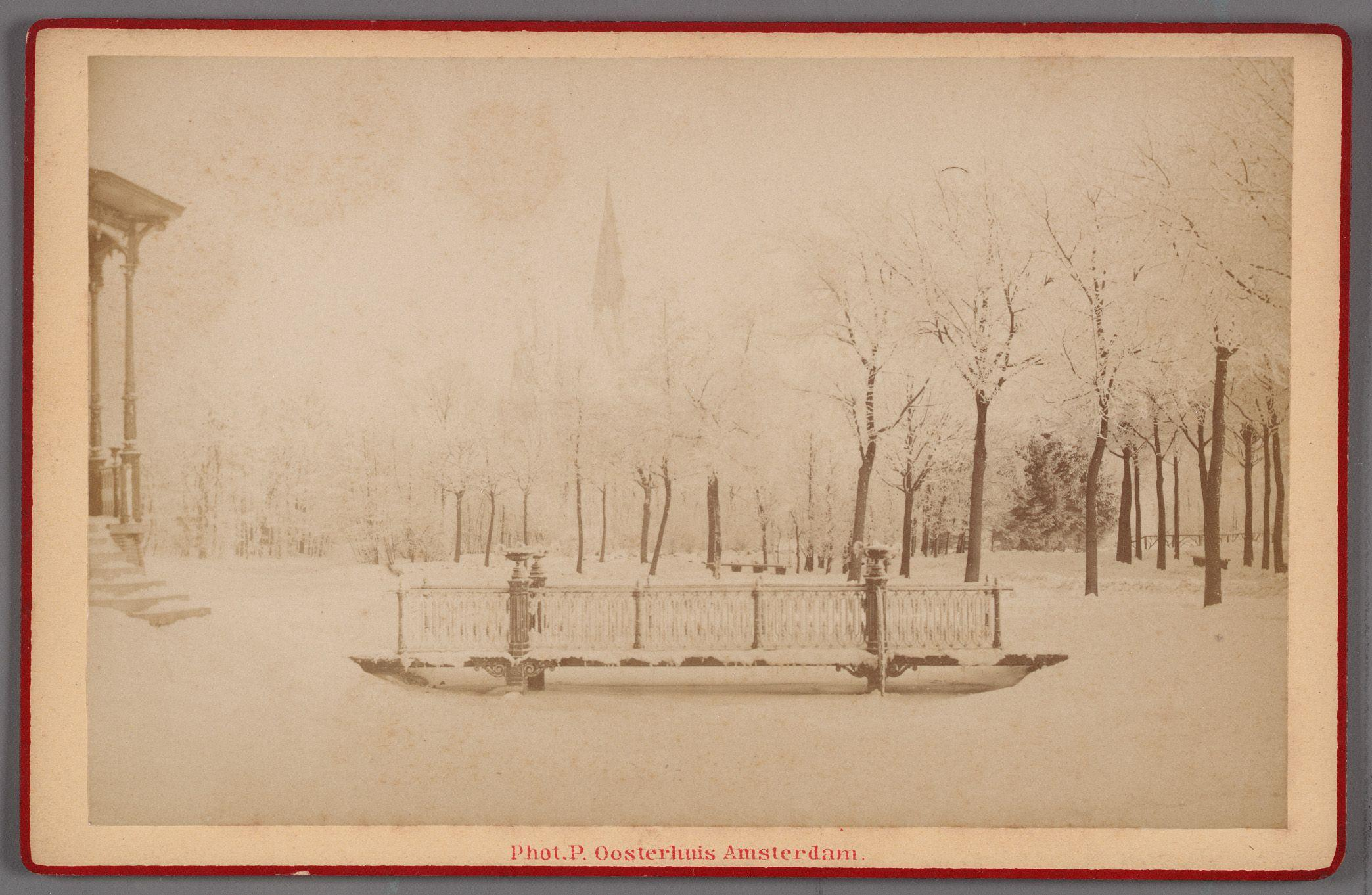
Brug 451 (circa 1880)
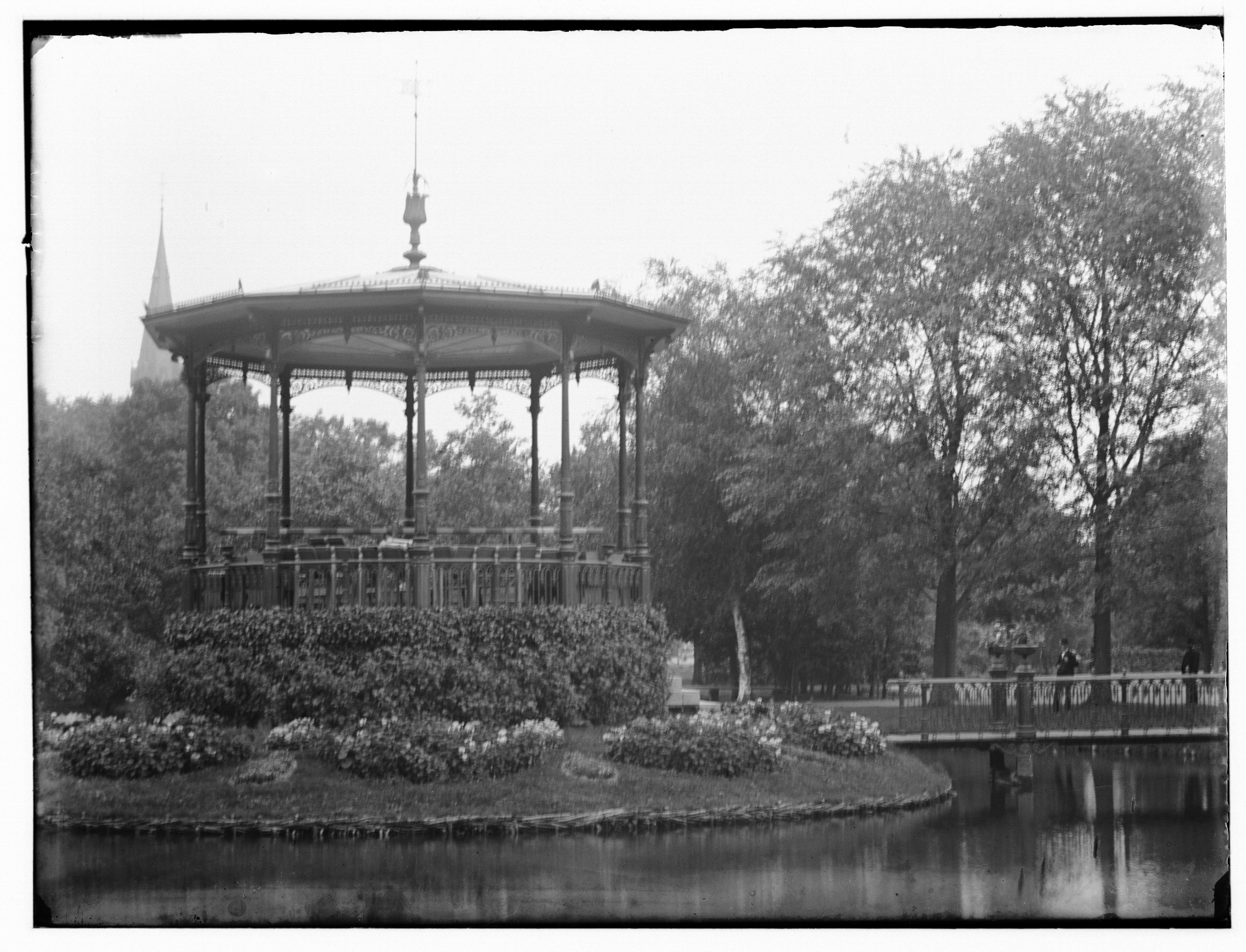
Muziektent met brug 451 (circa 1900)
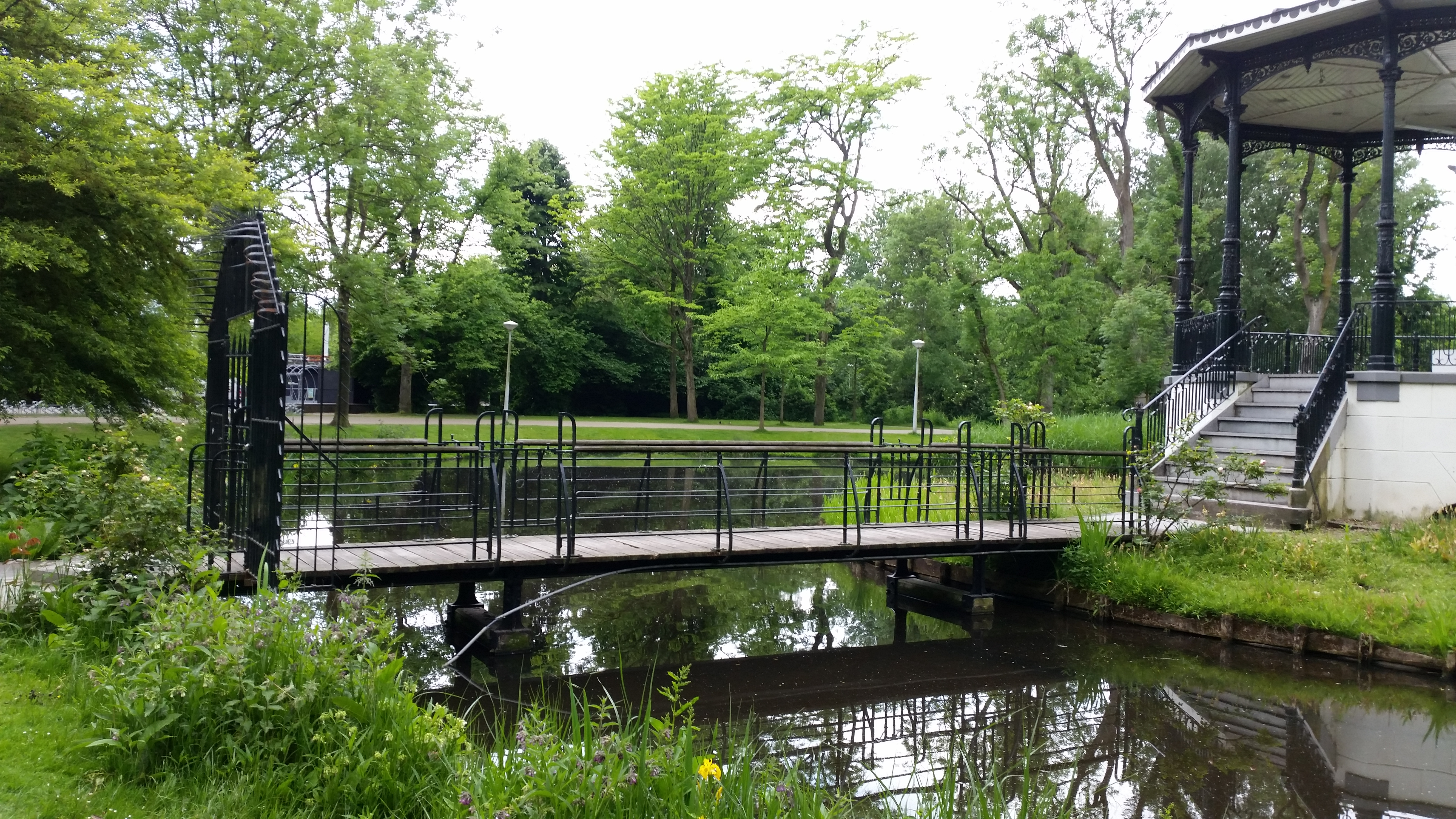
Brug 451 met muziektent (mei 2018)

<<< · 400 · 401 · 402 · 403 · 404 · 405 · 406 · 407 · 408 · 409 · 410 · 411 · 413 · 414 · 415 · 416 · 417 · 418 · 419 · 420 · 421 · 422 · 423 · 424 · 425 · 427 · 429 · 430 · 431 · 432 · 433 · 434 · 435 · 436 · 437 · 438 · 439 · 440 · 441 · 442 · 443 · 444 · 445 · 446 · 447 · 448 · 449 · 450 · 451 · 452 · 453 · 454 · 455 · 456 · 457 · 458 · 459 · 460 · 461 · 462 · 463 · 464 · 465 · 466 · 469 · 470 · 471 · 472 · 473 · 474 · 475 · 476 · 478 · 479 · 480 · 482 · 483 · 485 · 486 · 487 · 488 · 489 · 490 · 491 · 492 · 493 · 494 · 495 · 496 · 497 · 499 · >>>
Brugnummers 412, 426, 428, 467, 468, 477, 481, 484 en 498 zijn niet (meer) vergeven.